# Aphelinoidea gwaliorensis
Aphelinoidea gwaliorensis is een vliesvleugelig insect uit de familie Trichogrammatidae. De wetenschappelijke naam is voor het eerst geldig gepubliceerd in 1985 door Yousuf & Shafee.